# Raúl Martínez Crovetto
Raúl Nereo Martínez Crovetto (1921, Buenos Aires-1988) fue un profesor, ingeniero agrónomo, etnólogo y botánico argentino.

## Biografía
Se recibió en la Facultad de Agronomía y Veterinaria de Buenos Aires, y se dedicó a la investigación, siendo becario del Gobierno de Francia y del CNRS.
En 1959, es profesor titular en la Universidad Nacional del Nordeste, Corrientes, en la cátedra de Fitogeografía. El rico acervo etnográfico y folklórico del litoral argentino influyó en su vocación, especializándose en Etnobotánica e interesándose en la Etnografía. 
Su primera publicación sobre este tema se refirió a la nación toba de la zona oriental de la provincia del Chaco. Emprendió numerosos viajes por el sur y por América Central, donde se conectó con indígenas que conservaban aún sus tradiciones ancestrales.
Legó publicaciones con numerosas listas de nombres y modos de uso de los recursos naturales de los primeros habitantes del país.
Con respecto a la Tierra del Fuego, reconoció 182 especies botánicas.
En 1967 funda la revista "Etnobiológica" en la se publicaron trabajos de su autoría.

## Algunas publicaciones
- Raúl Martínez Crovetto. 1996. Zoonimia y etnozoología de los Pilagá, Toba, Mocoví, Mataco y Vilela. Ed. J. Pedro Viegas Barros. BAires: Instituto de Lingüística, Facultad de Filosofía y Letras de la UBA

- ----------------------------. 1981. Las plantas utilizadas en medicina popular en el noroeste de Corrientes (República Argentina). Volumen 69 de Miscelánea (Fundación Miguel Lillo). Editor Ministerio de Cultura y Educación, Fundación Miguel Lillo, 139 pp.

- ----------------------------. 1978. Los indios Onas y las plantas. Karukinka, Cuaderno fueguino 23: 19-25

- ----------------------------. 1970. Juegos de Hilo de los Aborígenes del Norte de Patagonia. Etnobiológica 14: 1-75

- ----------------------------. 1968. Estudios etnobotánicos IV. Nombres de plantas y su utilidad, según los indios Onas de Tierra del Fuego. Etnobiológica 3: 1-20

- ----------------------------. 1968. Algunos juegos de los vilelas. Etnobiológica 5/2: 1-23

- ----------------------------. 1965. Estudios etnobotánicos II. Nombres de plantas y su utilidad, según los indios vilelas del Chaco. Bonplandia 2/1: 1-23

- ----------------------------, bruno g. Piccinini, arturo enrique Ragonese, Juan Héctor Hunziker. 1951. La vegetación de la República Argentina. Volúmenes 1-3 de Serie Fitogeográfica, INTA, CNIA. Instituto de Botánica Agrícola. Vegetación de la República Argentina. Editor Ministerio de Agricultura y Ganadería

- ----------------------------. 1957. Revisión crítica del género "Elateriopsis" (Cucurbitaceae). Publ. técnica 88. Ed. Mrio. de Agric. y Gan. Dirección Gral de Investig. Agríc. Instituto de Botánica, 243 pp.

- ----------------------------. 1948. Anormalidades florales en Sechium edule. 11 pp.

## Honores
- Parque Provincial de la Sierra "Ing. Raúl Martínez Crovetto" Archivado el 5 de marzo de 2016 en Wayback Machine., provincia de Misiones

- La abreviatura «Mart.Crov.» se emplea para indicar a Raúl Martínez Crovetto como autoridad en la descripción y clasificación científica de los vegetales.[2]